# Commandement des centres de préparation des forces
Pour les articles homonymes, voir CCPF.
Le commandement des centres de préparation des forces (CCPF) est l'organe de commandement des centres d'entraînement destinés à la préparation opérationnelle des forces terrestres de l'armée française.

## Historique
Le CCPF a été créé le 1er juillet 1997 à Mailly-le-Camp, afin d'assurer une meilleure cohérence de l'entraînement et de permettre aux unités de se consacrer à la préparation opérationnelle dans les meilleures conditions possibles, dans des créneaux planifiés, préservés de toute autre contrainte. Le CCPF est subordonné directement au commandement des forces terrestres (CFT).
Il est dissous le 30 juin 2018 et fusionné avec l'école du combat interarmes (ECIA) de Saumur pour créer le commandement de l'entrainement et des écoles du combat interarmes (E2CIA) à compter du 1er juillet 2018.

## Mission
Le CCPF a pour mission d'appuyer la préparation opérationnelle des forces terrestres dans les domaines du commandement, de la manœuvre et du tir, par la mise à disposition de moyens d'instruction collective, d'entraînement et de mise en condition opérationnelle avant projection. Les engagements d'aujourd'hui étant complexes, le CCPF peut confronter les unités à tous types d'engagements (des combats de haute intensité aux phases de stabilisation) dans un même exercice. Les commandants de brigade et les chefs de corps disposent ainsi d'éléments de contrôle leur permettant d'évaluer le niveau de leurs unités.

## Composition du CCPF
- un État-major stationné à Mourmelon-le-Grand depuis le 1er juillet 2017

10 formations : 
- le centre d'entraînement et de contrôle des postes de commandement - 3e régiment d'artillerie[2] (CECPC - 3e RA), implanté sur le camp de Mailly (Aube) ;
- le centre d'entraînement au combat - 1er bataillon de chasseurs : (CENTAC - 1er BCP), implanté sur le camp de Mailly ;
- le centre d'entraînement aux actions en zone urbaine - 94e régiment d'infanterie[3],[4] (CENZUB - 94e RI) implanté sur le camp de Sissonne (Aisne) ;
- le centre d'entraînement interarmes et du soutien logistique - 51e régiment d'infanterie [5] (CENTIAL - 51RI) implanté sur le camp de Mourmelon-le-Grand (Marne), englobant également les camps de Suippes et de Moronvilliers ;
- le 1er régiment de chasseurs d'Afrique (1er RCA) implanté sur le camp de Canjuers (83), qui comprend en son sein le centre d'instruction des missiles (CIM) ;
- le centre d'entraînement de l'infanterie au tir opérationnel-122e régiment d'infanterie[6] (CEITO - 122e RI) implanté sur le camp du Larzac à La Cavalerie (Aveyron) ;
- le 17e groupe d'artillerie (17e GA) implanté à Biscarrosse (Landes) ;
- le groupement d'aguerrissement en montagne (GAM) basé à Modane (Savoie), chargé de participer à la préparation opérationnelle des unités élémentaires (priorité aux unités d'infanterie) par une instruction collective dans les domaines particuliers de l'aguerrissement individuel et collectif en milieu montagneux ;
- le centre national d'entraînement commando - 1er Choc situé à Mont-Louis (Pyrénées-Orientales);
- Le camp de La Courtine - 126e régiment d'infanterie, détachement de la Courtine (Creuse).

## Généraux ayant commandé le CCPF
- 1997-1998 : colonel Avenel
- 1998-2000 : Général Durin [7]
- 2000-2002 : Général Sechet
- 2002-2005 : Général Barlet
- 2005-2007 : Général Colas des Francs[8]
- 2007-2010 : Général Bertrand Dumont Saint-Priest
- 2010-2012 :  Général de division Mathey [9],[10]
- 2012-2014 : Général de division Eric Guyon  [11]
- 2015-2016 : Général de division Francisco Soriano[12]
- 2016-2018 : Général de division Jean-François Lafont Rapnouil[13]